# Augustin Norbert Voračický z Paběnic
Augustin Norbert svobodný pán Voračický z Paběnic (německy Augustin Norbert Woracziczky von Babienitz (1654 – 31. srpna 1716, Chrudim) byl český šlechtic, svobodný pán z rodu Voračických z Paběnic.

## Život

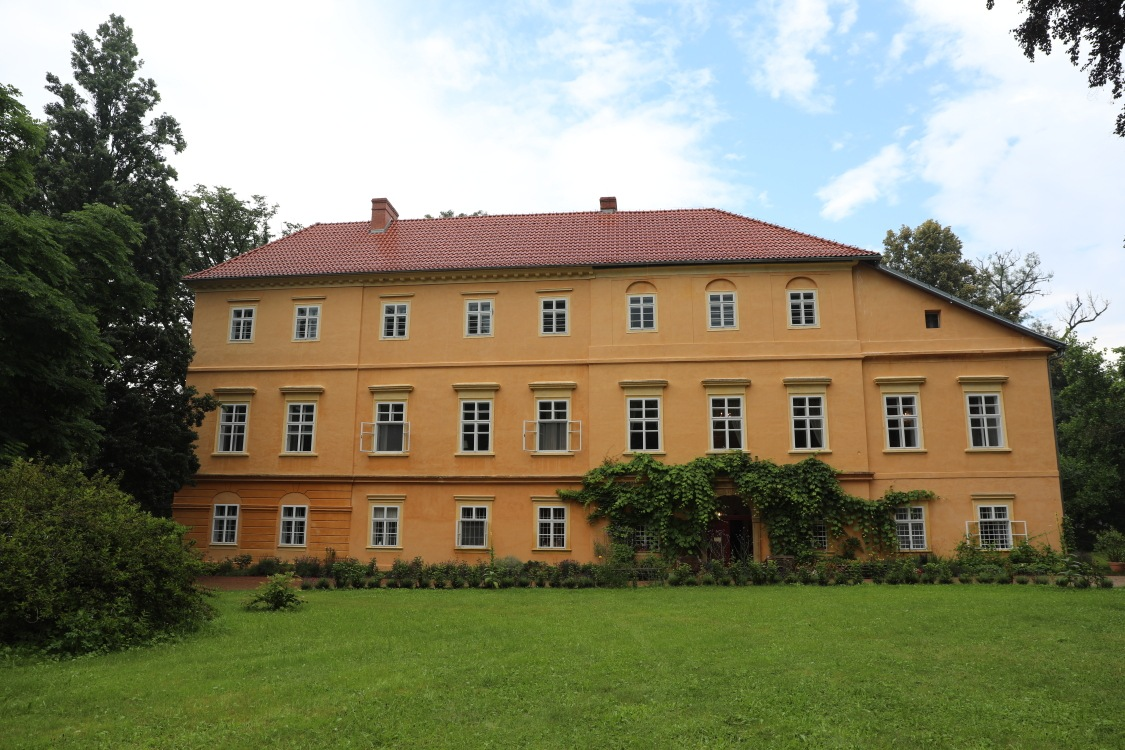
Zámek Maleč

Narodil se jako nejmladší syn Jana Ilburka Voračického a jeho manželky Lidmily Veroniky, rozené Leskovcové z Leskovce.
Vzdělání získal u jezuitů v Hradci Králové a v želivském klášteře a po roce 1670 pobýval u matčiných příbuzných Leskovců. Po vymření tohoto rodu v roce 1680 zdědil statek Božejov, kterého se později vzdal ve prospěch staršího bratra Kryštofa Karla. V roce 1687 koupil Předboř a panství Maleč se starou tvrzí, kterou nechal přebudovat na barokní zámek. K malečskému statku patřilo sedm vesnic a Augustin Norbert k němu přikoupil v roce 1700 statek Hranice, kde nechal postavit tvrz. Od města Chrudim koupil v roce 1696 statek Pouchobrady (1696) a v letech 1696–1697 krátce vlastnil také panství Zaječice s patnácti vesnicemi. V roce 1699 koupil panství Štěpánov u Německého Brodu, které držel až do roku 1708, kdy Štěpánov odkoupil Rudolf Haugvic z Biskupic. Spolu s první manželkou koupil v roce 1692 statek Nabočany, kde nechal přestavět zámek, tento majetek však manželé prodali již v roce 1697.
Zastával úřad hejtmana Chrudimského kraje (1711–1716). Dne 19. listopadu 1694 byl císařským diplomem povýšen na svobodného pána.
Augustin Norbert Voračický zemřel v Chrudimi roku 1716.

### Rodina
Augustin Norbert byl dvakrát ženatý
1. Sidonie Kapounová ze Svojkova († 1708)
2. Barbora Obytecká z Obytec.

Jediný jeho syn Václav zemřel předčasně a většina zadluženého majetku Augustina Norberta byla po jeho smrti prodána ve veřejné dražbě.